# Meszulem Kaminer
Meszulem (Meszulam) Kaminer (zm. 18 października 1941 w Warszawie) – żydowski polityk i pisarz religijny, jeden z przywódców partii Agudat Israel

## Życiorys
Był jednym z założycieli i przywódców ortodoksyjnej partii Agudat Israel. Był jednym z redaktorów dziennika „Der Jud”. Był zwolennikiem nowoczesnego wychowania młodzieży religijnej, należał do założycieli szkół Jesodej ha-Tora. W 1932 roku wydał czterotomową publikację Di jidysze geszichte lojt di mesojre.
Był wieloletnim członkiem Rady Gminy Żydowskiej w Warszawie. Po wybuchu II wojny światowej został członkiem warszawskiego Judenratu, objął stanowisko przewodniczącego Wydziału Opieki Społecznej. Od sierpnia 1941 roku pełnił funkcję przewodniczącego Wydziału Cmentarnego oraz Wydziału Spraw Religijnych Rady Żydowskiej. Był kierownikiem Patronatu nad Talmudystami, on i jego rodzina zajmowała się także administrowaniem nieruchomościami. W związku z przyznawaniem członkom jego rodziny zarządu nad największymi nieruchomościami było to źródłem kontrowersji. Miał cieszyć się w getcie dobrą opinią, był jednak krytykowany za słabe działanie Wydziału Cmentarnego.
W getcie warszawskim mieszkał przy ulicy Pawiej 11a. Zmarł na tyfus, 18 października 1941 roku.
W związku z pełnieniem przez niego funkcji przewodniczącego Wydziału Cmentarnego, jego postać zapisała się w folklorze getta warszawskiego dzięki zachowanym przekleństwom, m.in. „Żebyś wpadł w ręce Meszulama Kaminera” lub „Żeby Meszulam Kaminer miał z tobą do czynienia”.